# Björne Väggö
Björne Viktor Väggö est un épéiste suédois né le 9 novembre 1955 à Malmö.

## Carrière
Björne Väggö participe aux Jeux olympiques d'été de 1984 à Los Angeles et remporte la médaille d'argent en épée individuelle. Il se classe aussi cinquième de l'épreuve d'épée par équipes avec Jerri Bergström, Greger Forslow, Kent Hjerpe et Jonas Rosén. 